# Wilhelm His młodszy
Wilhelm His (ur. 19 grudnia 1863 w Bazylei, zm. 10 listopada 1934 w Brombach koło Lörrach) – szwajcarsko-niemiecki lekarz, profesor uniwersytetu w Bazylei, Berlinie i Getyndze. Odkrył pęczek przedsionkowo-komorowy w sercu. Jego ojcem był lekarz Wilhelm His starszy.
Wykształcenie medyczne zdobywał na uniwersytecie w Lipsku. W 1889 uzyskał doktorat z medycyny i został asystentem Heinricha Curschmanna. W 1891 habilitował się z chorób wewnętrznych, a w 1895 został mianowany profesorem nadzwyczajnym na Uniwersytecie w Lipsku. W 1896 został wezwany do Bazylei jako ordynariusz swojej specjalności, a w 1906 przeniósł się do Getyngi. Już w 1907 objął katedrę chorób wewnętrznych w Berlinie i został dyrektorem pierwszej kliniki medycznej w Charité. Funkcję tę pełnił do 1926 roku. We wrześniu 1918 został dziekanem wydziału medycznego w Berlinie, a w 1928 został wybrany rektorem Uniwersytetu Berlińskiego. W 1932 przeszedł na emeryturę z powodu rozedmy płuc.